# Grauscheitellerche

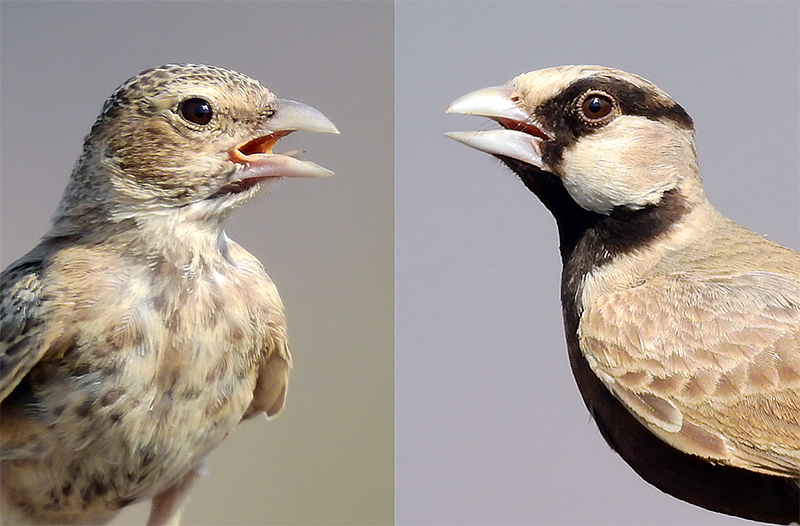
Geschlechtsdimorphismus bei der Grauscheitellerche: Links Weibchen, rechts Männchen

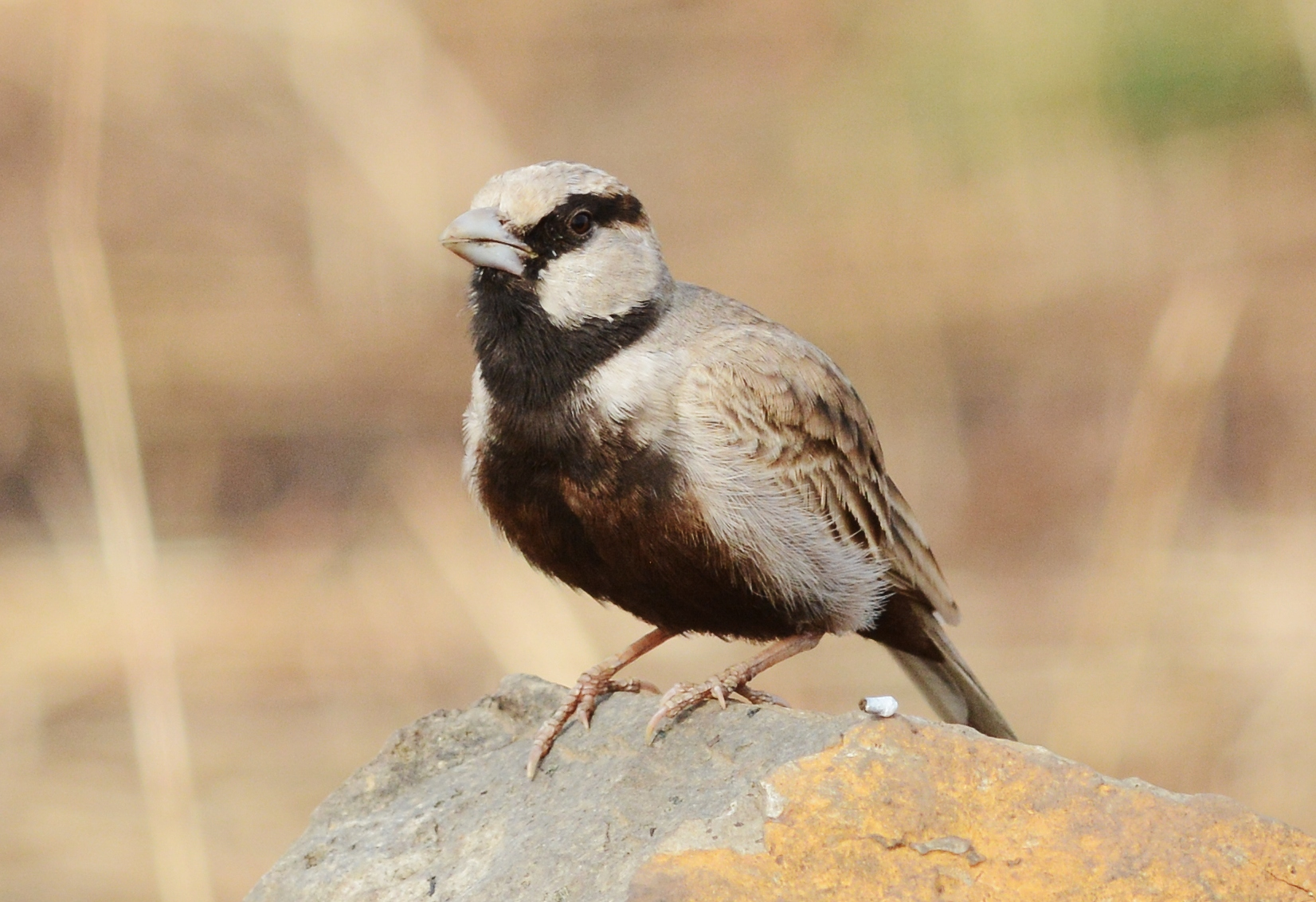
Männchen in der Vorderansicht

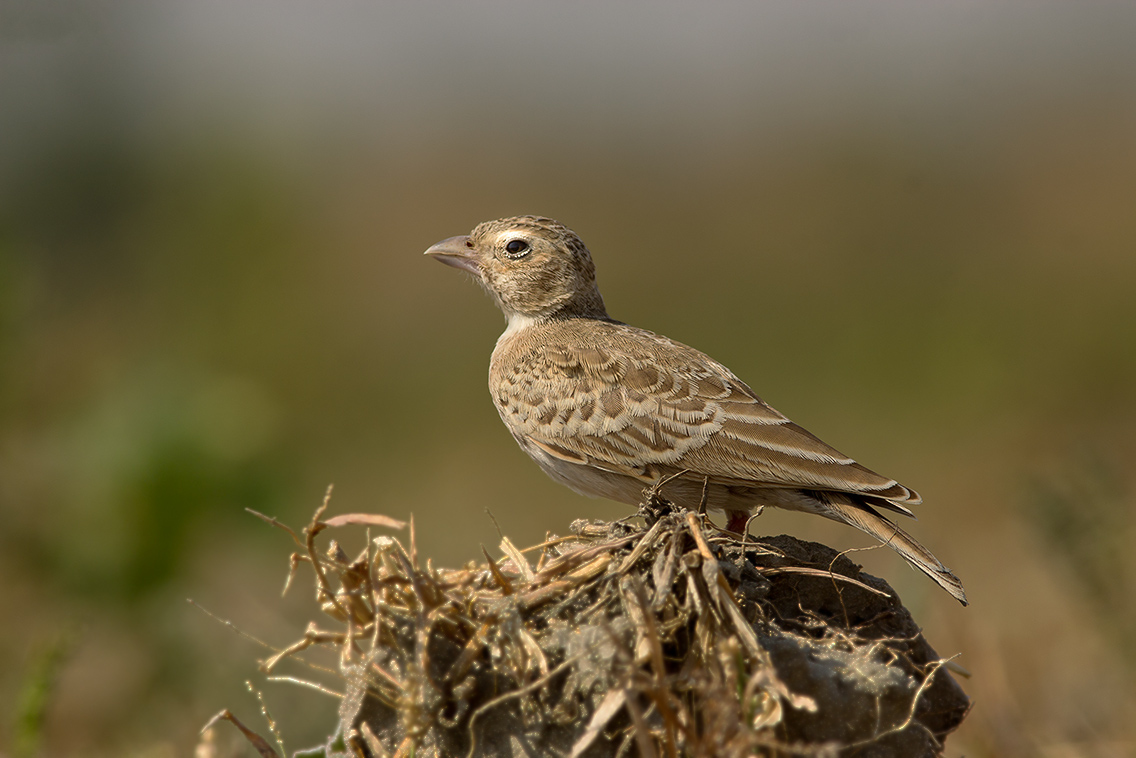
Weibchen der Grauscheitellerche

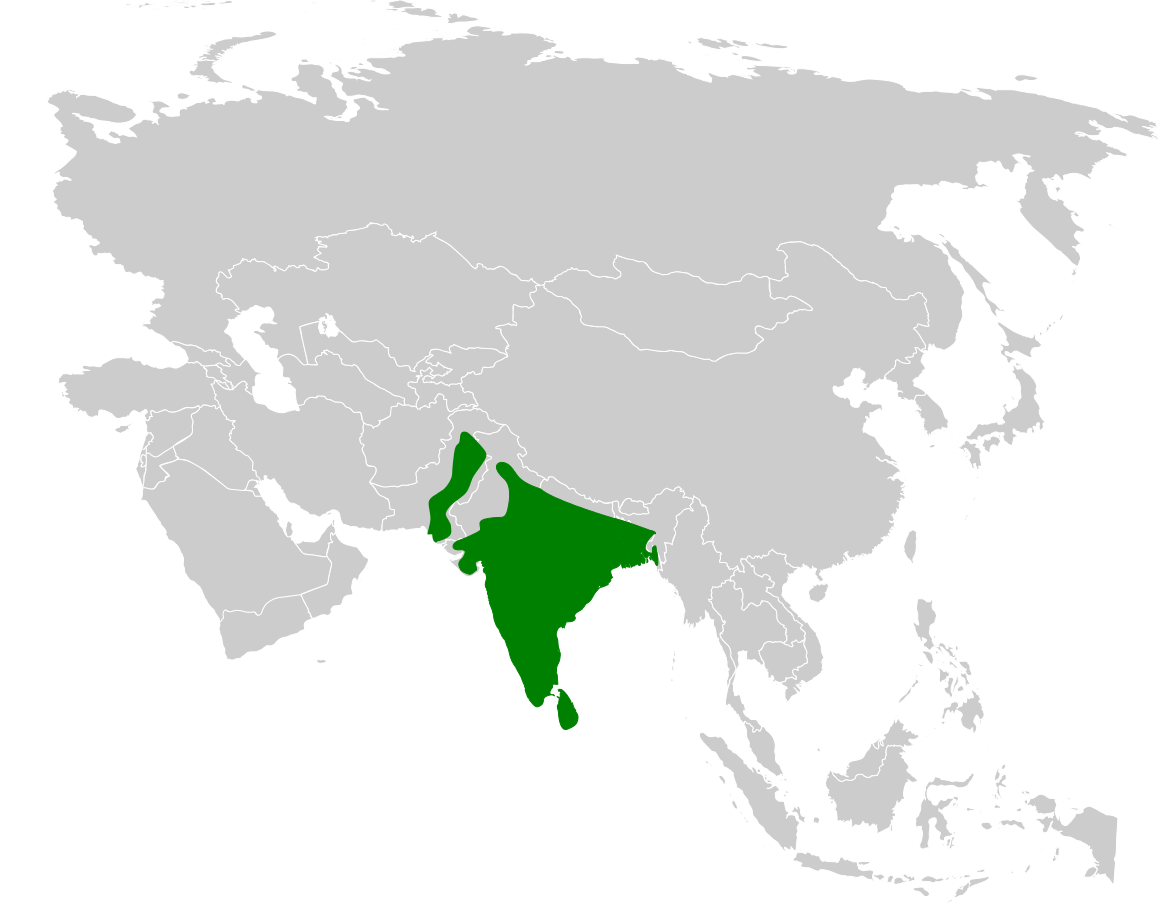
Verbreitungsgebiet der Grauscheitellerche

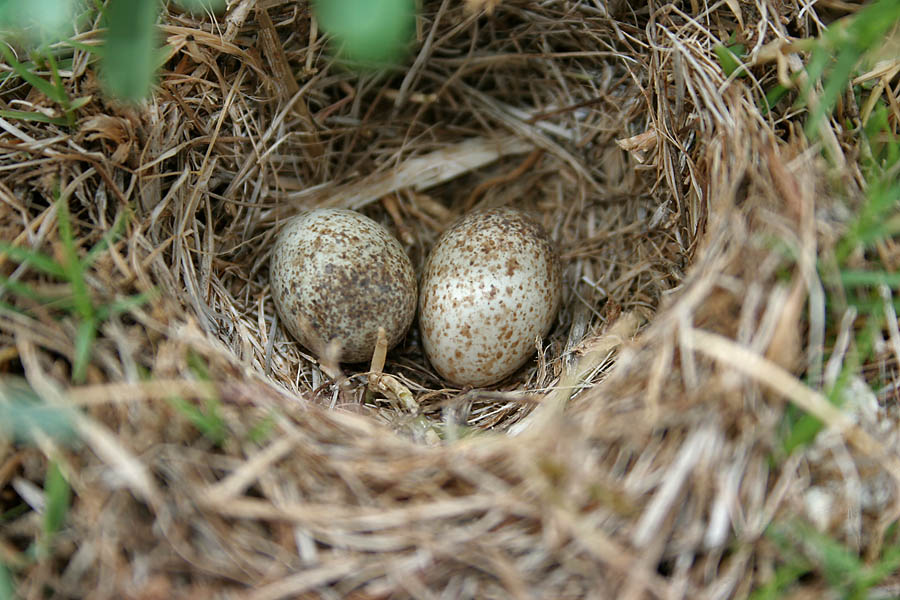
Nest der Grauscheitellerche

Die Grauscheitellerche (Eremopterix griseus) ist eine Art aus der Familie der Lerchen. Es handelt sich um eine sehr kleine, finkenähnliche Lerche, die einen dicken kurzen Schnabel hat. Ihr Verbreitungsgebiet liegt auf dem indischen Halbkontinent. Es werden keine Unterarten unterschieden.
Die IUCN stuft die Grauscheitellerche als ungefährdet (least concern) ein.

## Stellung in der GattungEremopterix
Die Stellung der Grauscheitellerche innerhalb der Gattung Eremopterix ist noch nicht geklärt. Einige Autoren halten es für denkbar, dass die Weißstirnlerche mit der Braunscheitellerche eine Superspecies bildet. Andere Autoren sind der Ansicht, dass die Grauscheitellerche am engsten mit der Weißstirnlerche verwandt ist.

## Merkmale
Die Grauscheitellerche erreicht eine Körperlänge von etwa 11 bis 12 Zentimetern, wovon 4 bis 4,6 Zentimeter auf den Schwanz entfallen. Der Schnabel misst vom Schädel aus gemessen 1,1 bis 1,3 Zentimeter. Sie wiegt etwa 14 bis 16,8 Gramm. Es besteht ein ausgeprägter Geschlechtsdimorphismus.

### Erscheinungsbild des Männchens
Beim Männchen sind die Stirn, der Nacken, der Hinterhals, die Wangen, der Vorderhals und die Halsseiten hell aschbraun. Die Ohrdecken sind weißlich grau. Vom Kinn und der Schnabelbasis verläuft über die Augen ein schwarzes Band zum Scheitel, der gleichfalls schwarz ist. Die Körperoberseite ist ansonsten sandfarben, die Säume der einzelnen Federn sind jeweils etwas heller. Die Oberschwanzdecken sind gelbbraun. Die Körperunterseite schwarz mit einem bräunlichen Anflug. Die Arm- und Handschwingen sind dunkelbraun mit schmalen gelbbraunen Säumen. Das Schwanzgefieder ist schwärzlich braun, dabei ist das mittlere Steuerfederpaar weißlich bis graubraun gesäumt. Die sechste (äußerste) Steuerfeder hat einen breiten gelbbraunen Rand. Der Schnabel ist hell hornfarben, die Iris ist braun.

### Erscheinungsbild des Weibchens
Das Weibchen hat einen sandfarbenen Kopf, der durch die dunklen Federschäfte gestrichelt wirkt. Die Ohrdecken sind bräunlich. Der Augenring ist gelbbraun, der Überaugenstreif ist fast nicht erkennbar. Die übrige Körperoberseite ist sandfarben. Die Körperunterseite ist hell isabellfarben, wobei die Brust dunkelbräunliche Flecken aufweist. Die Hand- und Armschwingen sind wie beim Männchen gefärbt. Der Schnabel ist hell hornfarben, die Füße und Krallen sind bräunlich-fleischfarben.

### Erscheinungsbild der Jungvögel
Jungvögel ähneln zunächst dem adulten Weibchen, haben aber auf der Körperoberseite helle rotbraune Säume.

## Gesang
Der Gesang der Grauscheitellerche, den das Männchen im Steig- und Schwebeflug singt, wird mit großer Vehemenz vorgetragen und besteht aus einer Reihe von temperamentvollen Trillern. Die Triller werden dabei gelegentlich von langgezogenen Pfeiftönen unterbrochen. Insgesamt erinnert der Gesang der Grauscheitellerche an den der Feldlerche.
Das Männchen steigt bei seinem Singflug von einem Stein oder einem Erdhügel aus fast 30 Meter senkrecht in die Luft. Es zieht dann ähnlich wie eine Feldlerche singend Kreis oder bleibt rüttelnd in der Luft stehen. Dann lässt es sich fast senkrecht wieder auf den Boden herabfallen, ohne jedoch sofort zu landen. Unmittelbar vor dem Erdboden beginnt es mit einer Serie von Luftsprüngen. Dabei wurden bis zu 40 Sprünge auf einer Strecke von etwa 100 Metern gezählt. Schließlich landet das Männchen mit ausgebreiteten Flügeln auf einem Stein oder einem Erdklumpen.
Ein einzelner Balzflug währt zwischen drei und fünf Minuten. Er wird vom Männchen in kurzen Intervallen über den ganzen Tag gezeigt.

## Verbreitungsgebiet und Lebensraum
Die Grauscheitellerche kommt von Pakistan über Nepal bis Bangladesch vor. Sie besiedelt außerdem das Gebiet von Indien und fehlt nur in den Gebirgen Westindiens. Die nördliche Verbreitungsgrenze ist hier der Himalaya. Sie kommt außerdem auf Sri Lanka vor. Die Grauscheitellerche ist ein Standvogel.
Der Lebensraum der Grauscheitellerche ist steiniges Brachland, das schütter mit Gestrüpp und dürrem Gras bestanden ist. Sie kommt außerdem auf Reisstoppelfeldern sowie in ausgetrockneten Flussbetten vor. Die Höhenverbreitung ist auf maximal 1000 Meter begrenzt.

## Lebensweise
Die Grauscheitellerche frisst Sämereien und Wirbellose wie Ameisen, Rüsselkäfer und andere Insekten.
Die Fortpflanzungsbiologie der Grauscheitellerche ist bislang nur wenig untersucht. Sie kann ganzjährig zur Brut schreiten jedoch brütet sie auf dem indischen Halbkontinent schwerpunktmäßig im Zeitraum von Februar bis September und von Mai bis Juni auf Sri Lanka.
Wie alle Lerchen ist die Grauscheitellerche ein Bodenbrüter. Das Nest ist ein typisches Lerchennest, das in einer Erdmulde aus Gräsern errichtet ist. Es ist innen mit feineren Gräsern, Haaren oder Fäden ausgelegt. Der Innendurchmesser beträgt etwa 5 Zentimeter. Das Gelege besteht aus zwei bis drei Eiern. Diese haben eine trübweiße bis hell gelbliche Grundfarbe und sind braun und lavendelfarben gesprenkelt.

## Einzelbelege
1. 1 2 3 4 5 6  Pätzold: Kompendium der Lerchen. S. 164.
2. 1 2 3 4 5 6   ashy-crowned-sparrow-lark-eremopterix-griseus Handbook of the Birds of the World zur Grauscheitellerche, aufgerufen am 13. März 2017
3. ↑  Pätzold: Kompendium der Lerchen. S. 165.
4. ↑  Pätzold: Kompendium der Lerchen. S. 163.